# یوری شاتونف
یوری واسیلیویچ شاتونف (روسی: Шатунов, Юрий Васильевич؛ زادهٔ ۶ سپتامبر ۱۹۷۳) خواننده و ترانه‌سرا اهل روسیه بود. وی در تاریخ ۲۳ ژوئن ۲۰۲۲ درگذشت.
وی خوانندهٔ اصلی گروه موسیقیِ لاسکووی مای بود.